# جاكوب آيسنبرج
جاكوب آيسنبرج (بالإنجليزية: Jacob Eisenberg)‏ هو معلم موسيقى وكاتب أمريكي، ولد في 1898 في ألتون في الولايات المتحدة، وتوفي في 1964 في كليفسايد بارك في الولايات المتحدة.